# Rogowiec (potok)
Rogowiec (cz. Rohovec) – niewielki potok w północno-wschodnich Czechach, w Beskidzie Śląskim, prawobrzeżny dopływ Olzy. Długość ok. 4,8 km.
Początek dają mu dwa drobne cieki wodne, których źródła znajdują się na wysokości ok. 680-700 m n.p.m., na południowych stokach góry Łączka (cz. Loučka; 835 m) w pasmie Stożka i Czantorii. Spływa generalnie w kierunku południowo-zachodnim, przybierając szereg krótkich dopływów, w większości lewobrzeżnych. Płynie początkowo dość głęboką, prawie całkowicie zalesioną doliną. Na wysokości ok. 410 m n.p.m. wypływa na teren doliny Olzy. Dalej płynie, lekko meandrując, niezbyt głębokim korytem pośród rozrzuconej zabudowy miejscowości Nawsie. Przepływa pod linią kolejową Czeski Cieszyn-Mosty koło Jabłonkowa oraz pod biegnącą równolegle do niej drogą nr 474, po czym na wysokości ok. 365 m n.p.m. uchodzi do Olzy w rejonie mostu, którym przekracza ją droga nr I/68 (dawniej nr I/11).